# Montechiarugolo
Montechiarugolo là một đô thị ở tỉnh Parma ở vùng Emilia-Romagna của Italia, tọa lạc cách khoảng 80 km về phía tây bắc của Bologna và khoảng 13 km về phía đông nam của Parma.
Montechiarugolo tiếp giáp các đô thị sau đây: Montecchio Emilia, Parma, San Polo d'Enza, Sant'Ilario d'Enza, Traversetolo.

## Đô thị kết nghĩa
- Ilola, Slovenia